# Zrinka Blažević
Zrinka Blažević (Zagreb, 25. ožujka 1972.), hrvatska povjesničarka, redovita profesorica Filozofskog fakulteta Sveučilišta u Zagrebu.

## Životopis
Osnovnu i srednju školu završila je u Zagrebu. Na Filozofskom fakultetu Sveučilišta u Zagrebu diplomirala je povijest i latinski jezik 1996. godine. Magistrirala je na istom fakultetu 2001. godine s temom Ideološka koncepcija u djelima postkarlovačkog ciklusa Pavla Rittera Vitezovića (1652. – 1713.), a 2005. doktorirala s temom  Ilirski ideologem tijekom 17. stoljeća: upotrebe, funkcije i značenja. Od 1997. do 2001. godine radila je na Hrvatskom institutu za povijest na projektu Hrvatska latinistička historiografija. Od 2001. radi na Filozofskom fakultetu u Zagrebu gdje trenutno drži više kolegija na preddiplomskom i diplomskom studiju povijesti.
Područje njenog znanstvenog interesa prije svega je intelektualna povijest, ponajviše analiza ranonovovjekovnih historiografskih diskursa i nacionalnoideologijskih koncepata. Uz to bavi se teorijama historiografije, kulturnom poviješću, historijskom antropologijom i imagologijom te rodnom poviješću.
Izdala je više desetaka znanstvenih radova te nekoliko znanstvenih monografija, od kojih se posebno ističe Prevođenje povijesti. Teorijski obrati i suvremena historijska znanost (Zagreb: Srednja Europa, 2014) kao prvi pokušaj objedinjavanja teorijskih znanja o historiografiji nastalih nakon publikacija Mirjane Gross. Osim historiografskim radom aktivno se bavi i prevođenjem s latinskog na hrvatski. Posebnu pažnju u prevodilačkom radu posvetila je Pavlu Ritteru Vitezoviću prevevši njegova djela Croatia rediviva/Oživljena Hrvatska (Zagreb, 1997) te Plorantis Croatiae saecula duo/Dva stoljeća uplakane Hrvatske (Zagreb, 2019).
Dobitnica je Godišnje nagrade „Josip Tabak“  za najbolji prijevod poezije u 2019. godini koju dodjeljuje Društvo hrvatskih književnih prevodilaca.

## Vanjske poveznice
- Odsjek za povijest Filozofskog fakulteta u Zagrebu - službeni životopis i detaljni popis objavljenih radova
- CROSBI - Hrvatska znanstvena biografija - detaljni popis objavljenih radova
- Academia.edu - pristup cjelovitim objavljenim tekstovima